# Turnix varius
Turnix varius là một loài chim trong họ Turnicidae.